# Reserva de fauna del Dja
La Reserva de fauna del Dja és una reserva natural situada a les regions de l'est i sud al Camerun.
Està registrada per la UNESCO en la llista del Patrimoni de la Humanitat des del 1987, a causa de la diversificació de les espècies presents al parc i la presència d'espècies en perill d'extinció.
La Reserva de Vida Silvestre Dja és un dels boscos més grans i més protegits d'Àfrica, la major part de la seva superfície és una zona verge. Gairebé completament envoltada pel riu Dja, que forma una frontera natural, la reserva és especialment coneguda per la seva biodiversitat i la gran varietat de primats. És la llar de 107 espècies de mamífers, cinc de les quals estan en perill.